# Estados Unidos en la Copa Mundial de Rugby de 2019
La Selección de rugby de Estados Unidos fue uno de los 20 participantes de la Copa Mundial de Rugby de 2019 que se realizó en Japón.
Fue la octava participación de las Águilas en la Copa Mundial de Rugby.

## Plantel
La siguiente es la lista de los convocados para la Copa Mundial de Rugby de 2019.
Tests actualizados el 9 de septiembre de 2019
|                     | Jugador         | Edad              | Posición                 | Tests | Equipo                |
| ------------------- | --------------- | ----------------- | ------------------------ | ----- | --------------------- |
| Hookers y Pilares   |                 |                   |                          |       |                       |
|                     | hooker          | Dylan Fawsitt     | 24 de julio de 1990      | 12    | Rugby United New York |
|                     | hooker          | James Hilterbrand | 21 de mayo de 1989       | 19    | Manly                 |
|                     | hooker          | Joe Taufete'e     | 4 de octubre de 1992     | 23    | Worcester Warriors    |
|                     | pilar           | David Ainu'u      | 20 de noviembre de 1999  | 8     | Toulouse              |
|                     | pilar           | Eric Fry          | 14 de septiembre de 1987 | 45    | RC Vannes             |
|                     | pilar           | Olive Kilifi      | 28 de septiembre de 1986 | 27    | Seattle Seawolves     |
|                     | pilar           | Titi Lamositele   | 11 de febrero de 1995    | 28    | Saracens              |
|                     | pilar           | Paul Mullen       | 16 de noviembre de 1991  | 14    | sin equipo            |
| Segundas líneas     |                 |                   |                          |       |                       |
|                     | segunda línea   | Nick Civetta      | 5 de noviembre de 1989   | 23    | sin equipo            |
|                     | segunda línea   | Nate Brakeley     | 31 de agosto de 1989     | 21    | Rugby United New York |
|                     | segunda línea   | Ben Landry        | 26 de marzo de 1991      | 22    | Ealing Trailfinders   |
|                     | segunda línea   | Greg Peterson     | 26 de marzo de 1991      | 26    | Newcastle Falcons     |
| Alas y Octavos      |                 |                   |                          |       |                       |
|                     | ala             | Malon Al-Jiboori  | 1 de agosto de 1994      | 5     | sin equipo            |
|                     | ala             | Cam Dolan         | 7 de marzo de 1990       | 47    | New Orleans Gold      |
|                     | ala             | Hanco Germishuys  | 24 de agosto de 1996     | 17    | Glendale Raptors      |
|                     | ala             | Tony Lamborn      | 31 de julio de 1994      | 19    | Melbourne Rebels      |
|                     | ala             | Ben Pinkelman     | 13 de junio de 1994      | 2     | Estados Unidos 7      |
|                     | ala             | John Quill        | 10 de marzo de 1990      | 36    | Rugby United New York |
| Medios scrums       |                 |                   |                          |       |                       |
|                     | Nate Augspurger | 35 años           | Medio scrum              | 24    | San Diego Legion      |
| 9                   | Shaun Davies    | 35 años           | Medio scrum              | 25    | Glendale Raptors      |
|                     | Ruben de Haas   | 26 años           | Medio scrum              | 13    | Cheetahs              |
| Aperturas y Centros |                 |                   |                          |       |                       |
| 13                  | Bryce Campbell  | 30 años           | Centro                   | 28    | London Irish          |
| 12                  | Paul Lasike     | 36 años           | Centro                   | 16    | Harlequins            |
| 10                  | Alan MacGinty   | 35 años           | Apertura                 | 24    | Sale Sharks           |
|                     | Will Magie      | 33 años           | Apertura                 | 25    | London Scottish       |
|                     | Thretton Palamo | 36 años           | Centro                   | 18    | Houston SaberCats     |
| Fullbacks y Wings   |                 |                   |                          |       |                       |
|                     | Marcel Brache   | 37 años           | Wing                     | 19    | Western Force         |
| 15                  | Will Hooley     | 31 años           | Fullback                 | 12    | Bedford Blues         |
| 11                  | Martin Iosefo   | 35 años           | Wing                     | 6     | Estados Unidos 7      |
| 14                  | Blaine Scully   | 37 años           | Wing                     | 50    | Libre                 |
|                     | Mike Te'o       | 31 años           | Fullback                 | 24    | San Diego Legion      |

## Partidos de preparación
- Estados Unidos participó en la Pacific Nations Cup 2019 como preparación al torneo.

| 7 de septiembre de 2019 | Canadá | 15 - 20 | Estados Unidos | BC Place, Vancouver |  |

## Participación

### Grupo C
| Posición | Selección      | Partidos | Partidos | Partidos  | Partidos | Tries a favor | Tantos  | Tantos    | Tantos     | Puntos extra | Puntos |
| Posición | Selección      | jugados  | ganados  | empatados | perdidos | Tries a favor | a favor | en contra | diferencia | Puntos extra | Puntos |
| -------- | -------------- | -------- | -------- | --------- | -------- | ------------- | ------- | --------- | ---------- | ------------ | ------ |
| 1        | Inglaterra     | 4        | 3        | 1         | 0        | 17            | 119     | 20        | +99        | 3            | 17     |
| 2        | Francia        | 4        | 3        | 1         | 0        | 9             | 79      | 51        | +28        | 1            | 15     |
| 3        | Argentina      | 4        | 2        | 0         | 2        | 14            | 106     | 91        | +15        | 3            | 11     |
| 4        | Tonga          | 4        | 1        | 0         | 3        | 9             | 67      | 105       | –38        | 2            | 6      |
| 5        | Estados Unidos | 4        | 0        | 0         | 4        | 7             | 52      | 136       | –84        | 0            | 0      |

#### Partidos
| 2 de octubre de 2019, 16:45 | Francia | 33 - 9  | Estados Unidos                        | Fukuoka Hakatanomori Stadium, Fukuoka                                                                    | |
|                             | Tries: Huget 6' Raka 24' Fickou 67' Serin 70' Poirot 79' Conversiones: (1/2) Ramos 8' (3/3) López 68', 71', 80+1' | Reporte | Penales: 19', 31', 65' MacGinty (3/3) | Árbitro(s): Ben O'Keeffe Jueces de touch: Wayne Barnes Shuhei Kubo Television Match Official: Rowan Kitt | Árbitro(s): Ben O'Keeffe Jueces de touch: Wayne Barnes Shuhei Kubo Television Match Official: Rowan Kitt |

| 26 de septiembre de 2019, 19:45 | Inglaterra | 45 - 7  | Estados Unidos                                     | Kobe Misaki Stadium, Kōbe                                                                                  | |
|                                 | Tries: Ford 5' Vunipola 25' Cowan-Dickie 32' Cokanasiga 47', 76' McConnochie 57' Ludlam 67' Conversiones: (5/7) Ford 6', 25', 59', 68', 77' | Reporte | Tries: 81' Campbell Conversión: 82' MacGinty (1/1) | Árbitro(s): Nic Berry Jueces de touch: Paul Williams Federico Anselmi Television Match Official: Ben Skeen | Árbitro(s): Nic Berry Jueces de touch: Paul Williams Federico Anselmi Television Match Official: Ben Skeen |

| 9 de octubre de 2019, 13:45 | Argentina | 45 - 17 | Estados Unidos                                                     | Kumagaya Rugby Stadium, Kumagaya                                                                                  | |
|                             | Tries: Sánchez 19' Tuculet 25', 35' Mallia 44', 48' de la Fuente 57' Bertranou 71' Conversiones Sánchez (5/6) 21', 25', 45', 49', 57' Urdapilleta (1/1) 72' | Reporte | Tries: 39', 80+3' Scully 60' Lasike Conversión: 61' MacGinty (1/2) | Árbitro(s): Paul Williams Jueces de touch: Jaco Peyper Brendon Pickerill Television Match Official: Graham Hughes | Árbitro(s): Paul Williams Jueces de touch: Jaco Peyper Brendon Pickerill Television Match Official: Graham Hughes |

| 13 de octubre de 2019, 14:45 | Estados Unidos                                                      | 19 – 31 | Tonga | Hanazono Rugby Stadium, Higashiōsaka                                                                        | |
|                              | Tries: Te'o 21', 26' Lamborn 77' Conversión (2/3) MacGinty 22', 78' | Reporte | Tries: 17' Fisiihoi 58' Hingano 62' Piutau 80'+1' Veainu Conversiones 19', 60' Takulua (2/2) 64' Faiva (1/1) 80+2' Piutau (1/1) Penal 51' Takulua (1/1) | Árbitro(s): Nigel Owens Jueces de touch: Jérôme Garcès Shuhei Kubo Television Match Official: Graham Hughes | Árbitro(s): Nigel Owens Jueces de touch: Jérôme Garcès Shuhei Kubo Television Match Official: Graham Hughes |